# جیپ پاتریوت
جیپ پیتریوت (به انگلیسی: Jeep Patriot) خودرویی است که از سال ۲۰۰۶ تاکنون توسط شرکت جیپ در ایالات متحده آمریکا تولید شده‌است.
طراحی این خودرو موتور جلو، محور جلو و چهار چرخ محرک بوده است. سیستم جعبه‌دندهٔ آن ۶ دنده به صورت دستی است.